# اعلام یک قتل
اعلام یک قتل یا قتل از پیش اعلام شده (به انگلیسی: A Murder Is Announced) رمانی جنایی اثر آگاتا کریستی است.
این کتاب که از مجموعه داستان‌های خانم مارپل می‌باشد در ژوئن ۱۹۵۰ در بریتانیا توسط انتشارات کولینز کرایم کلوب و در همان ماه توسط انتشارات داد، مید اند کمپانی در آمریکا به چاپ رسیده است.
قیمت کتاب در بریتانیا ۸ شیلینگ و ۶ پنی و در آمریکا ۲.۵ دلار بوده است.

## خلاصه داستان
در بخش آگهی های روزنامه محلی روستای کوچک "چیپینگ کلگهورن"، نوشته شده است که راس ساعت 6:30 عصر روز 29 اکتبر قرار است قتلی در"لیتل پدوکس" خانه ی خانم لتیشیا بلک لاک اتفاق بیفتد.در "لیتل پدوکس" بجز خانم بلک لاک، پاتریک سیمونز شوخ طبع و خواهرش جولیا سیمونز زیبا که هردو دانشجو هستند، میتزی آشپز خارجی و جیغ جیغو و همچنین دورا بانر ساده دل و از دوستان قدیمی خانم بلک لاک زندگی می کنند. ساعتی قبل از اتفاق، تعدادی از همسایه ها به "لیتل پدوکس" می آیند: کلنل ایستربروک و همسرش، خانم مورگات روید و خانم هینچ کلیف، خانم سوئتنهام و پسرش ادموند سوئنتنهام و خانم هارموند همسر کشیش. اولین سوالی که همه هنگام ورود می پرسند این است: " شوفاژ روشن کردین؟ چقدر خونه گرم و خوبه" فقط زن کشیش سوال اصلی همه را مطرح می کند: "قتل چه زمانی اتفاق می افتد؟!".  راس ساعت مقرر ناگهان برق ساختمان قطع می‌شود و مردی با چراغ‌قوه در ورودی اتاق ظاهر می‌شود، پس از شنیده شدن صدای چند گلوله و هنگامی که برق مجدداً وصل می‌شود، لباس خانم بلک لاک از خون قرمز شده (گلوله از کنار گوش او رد شده است) و جسد مرد جوان چراغ به دستی که اسلحه ای در کنار او افتاده هم دیده می شود. دورا بانر در کمال تعجب مرد جوان را می شناسد " اوه لتی... همان پسره که توی هتل ریتز کار میکنه و هفته پیش اومد اینجا برای برگشتن به سوئیس از تو پول قرض بگیره، اما تو بهش پول ندادی...وای خدای من، حتما اومده ازت انتقام بگیره...". پلیس برای یافتن راز قتل از خانم مارپل کمک می‌گیرد.